# Mięsień ES7
Mięsień ES7 – mięsień występujący w prosomie skorpionów.
Wchodzi w skład mięśni endoszkieletu prosomy. Ma postać szerokiego, cienkiego, wypukłego ku przodowi arkusza. Jego początkowa część przyczepiona jest między przednimi a tylnymi wyrostkami grzbietowymi endosternitu, razem z ES6. Przebiega grzbietowo do grzbietowo-bocznie, z przodu do mięśnia L3-4, gdzie przybiera postać błoniastego ścięgna. Miejscem przyczepu części końcowej jest poprzeczna beleczka tkanki łącznej przedniej krawędzi pierwszego tergitu.
W 1885 roku E. R. Lankester i współpracownicy opisali tę strukturę jako część diafragmy.
Może nawiązywać do tylnego skośnego suspensor (ang. posterior oblique suspensor) siódmego segmentu zagębowego.